# Tetanolita mutatalis
Tetanolita mutatalis är en fjärilsart som beskrevs av Heinrich Benno Möschler 1890. Tetanolita mutatalis ingår i släktet Tetanolita och familjen nattflyn. Inga underarter finns listade i Catalogue of Life.